# Formigueret cuereta
El formigueret cuereta (Herpsilochmus motacilloides) és una espècie d'ocell de la família dels tamnofílids (Thamnophilidae).

## Hàbitat i distribució
Habita la selva pluvial dels Andes del centre de Perú.